# Helvibis germaini
Helvibis germaini là một loài nhện trong họ Theridiidae.
Loài này thuộc chi Helvibis. Helvibis germaini được Eugène Simon miêu tả năm 1895.